# 殿前司
殿前司，中国古代禁军指挥机构殿前都指挥使司的简称，亦称殿司。五代后周、宋朝、西夏的军事机构。
五代后周始置，掌殿前诸班禁军，长官为都点检，其下设有副都点检、都指挥使。因其军精强，与侍卫司共同分领禁军，侍卫司所领为马步军，殿前司所领为殿前诸班直，是皇帝的近卫。
宋朝沿置，为禁卫官署，与侍卫马军司、侍卫步军司为禁军三衙。都点检、副都检不复置，而以都指挥使、副都指挥使、都虞候各一员为统兵官。掌管殿前诸班直及步骑诸指挥之名籍，总统制、训练、番卫、戍守、迁补、赏罚之政令。入则侍卫殿陛，出则扈从乘舆，大礼则提点编排，整肃禁卫鹵簿仪仗，掌宿卫主事。都指挥使以节度使充任，副都指挥使、都虞候以刺史以上充任。
南宋时，殿前司就只掌管诸班直及殿前司诸军，置主管殿前司公事，都指挥使、副都指挥使、都虞候也是重要将领之虚衔。宋孝宗（1163~1189年在位）规定，殿前司军的编制为7.3万人。从此维持到南宋末年未改变。
西夏殿前司，全称为殿前都指挥使司，西夏语音“北与啰”。属次等司，为亲兵统帅机构，以殿前太尉为长官，又有殿前步军太尉等属。

## 殿前司之体制
| 殿前司令       | 三衙司制   | 置诸班直                                                 | 人数 | 主要職務                              |
| -------------- | ---------- | -------------------------------------------------------- | ---- | ------------------------------------- |
| 殿前都点检 (1) | 殿前领班值 | 殿前都指挥使 殿前副都指挥使                              | 2    | 二十五殿前司直衙使 护卫皇帝与宫廷安全 |
| 殿前都点检 (1) | 殿前领班值 | 殿前副都点检 殿前都虞候                                  | 2    | 二十五殿前司直衙使 护卫皇帝与宫廷安全 |
| 殿前都点检 (1) | 侍卫厢衙司 | (龙)虎捷右厢都指挥使 (虎)龙捷右厢副都指挥使              | 4    | 二十五殿前司直衙使 护卫皇帝与宫廷安全 |
| 殿前都点检 (1) | 侍卫厢衙司 | (虎)龙捷左厢都指挥使 (虎)龙捷左厢副都指挥使              | 4    | 二十五殿前司直衙使 护卫皇帝与宫廷安全 |
| 殿前都点检 (1) | 侍卫厢衙司 | (虎)龙捷左厢都虞候                                       | 2    | 二十五殿前司直衙使 护卫皇帝与宫廷安全 |
| 殿前都点检 (1) | 侍卫厢衙司 | (虎)龙捷右厢都虞候                                       | 2    | 二十五殿前司直衙使 护卫皇帝与宫廷安全 |
| 殿前都点检 (1) | 侍卫马军司 | 马军侍卫军都指挥使 马军侍卫军副都指挥使 马军侍卫军都虞候 | 4    | 二十五殿前司直衙使 护卫皇帝与宫廷安全 |
| 殿前都点检 (1) | 侍卫步军司 | 步军侍卫军都指挥使 步军侍卫军副都指挥使 步军侍卫军都虞候 | 4    | 二十五殿前司直衙使 护卫皇帝与宫廷安全 |